# Nasmijani kavalir
Nasmijani kavalir je ulje na platnu koje je naslikao nizozemski barokni slikar Frans Hals. To je portret iz 1624. godine koji se nalazi u zbirci Wallace u Londonu. Slika je opisana kao „jedan od najbriljantnijih portreta baroka“, a njezin naslov je izum viktorijanske javnosti i tiska koji datira od otvorenja Bethnal Green muzeja 1872. – 75. god. Slika je nakon samog dolaska u Englesku postala jedna od najpoznatijih majstorskih slika u Britaniji.
Nepoznati subjekt na slici zapravo se ne smije, ali može se reći da ima zagonetni smiješak, koji je pojačan njegovim uvrnutim brkovima. U gornjem desnom kutu upisano je "Æ'TA SVÆ 26/A°1624", što u širem smislu znači "aetatis suae 26, anno 1624". Kada bi to preveli s latinskog dobili bi podatak da je subjekt portreta imao 26 godina, te da je naslikan 1624. godine. Iako je subjekt portreta nepoznat, zabilježeni su zvučni zapisi iz 19. st. na nizozemskom, francuskom i engleskom jeziku koji nagađaju da je riječ o vojnom čovjeku, časniku ili čak bogatom civilu. Povjesničar umjetnosti Pieter Biesboer smatra da je riječ o jednom trgovcu koji se javlja i u drugim njegovim djelima. Općenito, ovakvih portreta s odraslom nasmiješenom osobom nije bilo do 18. st., ali Frans Hals se isticao izmicanjem od općih pravila toga doba i često je prikazivao sjedeće osobe s većim osmjesima i neformalnim pozama koji daju dojam kretanja i spontanosti njegovom radu.
Kompozicija je živa i spontana, te unatoč očitom trudu uloženom u raskošnu svilenu odjeću, izbliza slika je slikana dugim i brzim potezima; osobito na odori.
Slava Nasmijanog kavalira kasnije je naduhnala roman s istim naslovom barunice Orczy (1913.), autorice romana Scarlet Pimpernel, i mjuzikl autora Arkell i Byrne (1937.).